# Хаус, Джонатан
Джонатан М. Хаус (англ. Jonathan M. House; род. 22 июня 1950, США) — американский военный историк и писатель.
Почётный профессор военной истории Командно-штабного колледжа армии США. Является ведущим специалистом по советской военной истории с акцентом на Вторую мировую войну и влияние СССР на современную военную доктрину. Вместе с Дэвидом Гланцем написал несколько книг об операциях Красной армии на Восточном фронте, в первую очередь, книгу «Общевойсковые операции: Обзор тактики, доктрины и организации ХХ столетия».

## Образование и карьера
В 1971 году окончил
Гамильтон-колледж, в 1975 защитил докторскую диссертацию и прошел подготовку резервистов (ROTC) в Мичиганском университете. После обучения в учебном Центре разведки армии США (1978, 1979—1980) получил степень магистра в области стратегии (Командно-штабной колледж, 1984) и разведки (Королевский колледж в Лондоне, 2017). Преподавал в бронетанковой школе, разведывательном учебном центре и в командно-штабном колледже. Служил аналитиком Объединенного комитета начальников штабов во время войн в Ираке в 1991 и 2003 годах. Ушел в отставку полковником военной разведки. Является автором книг: Toward Combined Arms Warfare: a Survey of 20th-century Tactics, Doctrine, and Organization, 1984; A Military History of the Cold War, 1944—1962", 2012; Controlling Paris: Armed Forces and Counter-Revolution, 1789—1848, 2014).

## Историк советско-германской войны 1941—1945 гг
Совместно с Дэвидом Гланцем написал нескольких книг по истории Восточного фронта Второй мировой войны: To the Gates of Stalingrad: Soviet-German combat operations, April-August 1942 (2009 г.); The Battle of Kursk, 1999, Armageddon in Stalingrad: September-November 1942 (2009), и Endgame at Stalingrad (2014). В 2017 году Хаус стал основным автором сводного тома по данной теме, названного Stalingrad. Все книги были опубликованы издательством Канзасского университета.
Международное интернет-сообщество преподавателей гуманитарных дисциплин H‑Net отметило книгу Хауса и Гланца When Titans Clashed (1995), как «необходимую в библиотеке каждого колледжа и на полках всех историков Второй мировой войны». Книга была переиздана в 2015 году в расширенном издании; военный историк Стивен Залога назвал ее «лучшим обзором боевых действий Красной армии во Второй мировой войне».

### Комментарии
1. ↑  На русский не переводились. Примерный перевод названий: «Общевойсковые операции: Обзор тактики, доктрины и организации ХХ столетия», «Военная история холодной войны 1944-1962 гг.» и «Контроль над Парижем: Вооруженные силы и контрреволюция»
2. ↑  На русский не переводилась. Примерный перевод названия: «Дорога на Сталинград: апрель-август 1942.»
3. ↑  На русский не переводилась. Примерный перевод названия: «Сталинградский Армагеддон: сентябрь-ноябрь 1942»
4. ↑  На русский не переводилась. Примерный перевод названия: «Сталинградский эндшпиль»
5. ↑  В русском переводе «Битва титанов. Как Красная армия остановила Гитлера». М., АСТ; Астрель. 2007

### Сноски
1. ↑  Файджес, Орландо (18 February 1996): "The Eastern Front". www.nytimes.com. Дата обращения: 16 сентября 2020. Архивировано 5 декабря 2021 года., The New York Times
2. ↑  WorldCat Identities (англ.). www.worldcat.org. Дата обращения: 16 сентября 2020. Архивировано 1 февраля 2022 года.
3. ↑  «Курская битва. Решающий поворотный пункт Второй мировой войны» Гланц Д., Хауз Дж, М. Астрель, 2007 ISBN 978-5-17-039533-0
4. ↑  WorldCat Identities (англ.). WorldCat. Дата обращения: 16 сентября 2020. Архивировано 1 февраля 2022 года.
5. ↑  Howard D. Grier (1996): Book Review: David Glantz, Jonathan House. When Titans Clashed: How the Red Army Stopped Hitler (англ.). www.h-net.org. Дата обращения: 16 сентября 2020. Архивировано 18 сентября 2020 года., H-Net
6. ↑  Залога, Стивен (2010)
7. ↑  "Companion to the Red Army 1939-1945". books.google.com. Дата обращения: 16 сентября 2020.